# Maghali Eceri
Maghali Eceri – wieś w Gruzji, w regionie Guria, w gminie Ozurgeti. W 2014 roku liczyła 129 mieszkańców.